# 墨爾本應用經濟暨社會研究所
墨爾本應用經濟暨社會研究所，簡稱「墨爾本研究所」（英文常見簡稱：Melbourne Institute；全名：The Melbourne Institute of Applied Economic and Social Research），是一所位於澳大利亞墨爾本、附屬於墨爾本大學經濟學院的經濟研究機構。

## 沿革
墨爾本研究所由Ronald Henderson教授所推動下，草創於1962年，是澳大利亞大學之中，第一所從事經濟研究的機構。創立初期有40名職員參與該機構的營運。它主要的研究範圍在總體經濟學（總體經濟預測）、財政經濟學、社會經濟學；最著名的為Henderson教授在貧窮和發展方面的創思——貧窮線。 
在Henderson之後的墨爾本研究所，由Peter Dixon教授接任主任職位；經過組織調整，該所的研究重點轉為Dixon的澳大利亞經濟ORANI模式。1990年代初期，狄克森和他的資深同事離開該所，轉職於蒙納許大學。此後的1992年至1994年間，墨爾本研究所進入了由Richard Blandy擔任主任的第二次調整階段。後來的Peter Dawkins教授在1996年1月接掌主任一職。同年，墨爾本研究所即將研究重點放在結合「經濟發展」與「社會脈動」的結果上；而1996-2000年間的第一個目標即依此項計劃而開展，此後固定每年檢視當期目標一次。
John Freebairn教授隨後於2005年繼掌主任，並於2007年重返經濟學院。現任主任是Stephen Sedgwick教授，乃亞洲開發銀行的前任董事會成員。

## 外部連結
- 官方網站 （页面存档备份，存于）